# Milmesberg
Der Milmesberg ist ein 461,2 m ü. NHN hoher Berg südlich von Eckardtshausen im Wartburgkreis in Thüringen.
Der Milmesberg befindet sich naturräumlich im Salzunger Werrabergland bzw. Bad Salzunger Buntsandsteinland am Übergang zum Nordwestlichen Thüringer Wald bzw. dessen Zechsteingürtel. Der Milmesberg ist eine wichtige Landmarke und bietet einen Panoramablick bspw. über den Thüringer Wald und den Frauenseer Forst bis zur Rhön.
Der Berg wurde bereits im Mittelalter gerodet und landwirtschaftlich genutzt, auch heute erstrecken sich die Ackerflächen und Wiesen bis in die Gipfellage.
In der DDR-Zeit befand sich auf dem Berg ein Beobachtungspunkt (Radaranlage) der GSSD. An Stelle der Militärbauten am Südhang befindet sich seit 2019 eine Photovoltaikanlage.
Der exponierte Berg war Gegenstand gerichtlicher Auseinandersetzungen, diese betrafen die  Errichtung von Windkraftanlagen im Nahbereich der Wartburg. Hierdurch hätte deren Status als UNESCO-Weltkulturerbe-Stätte gefährdet werden können.

## Einzelnachweise

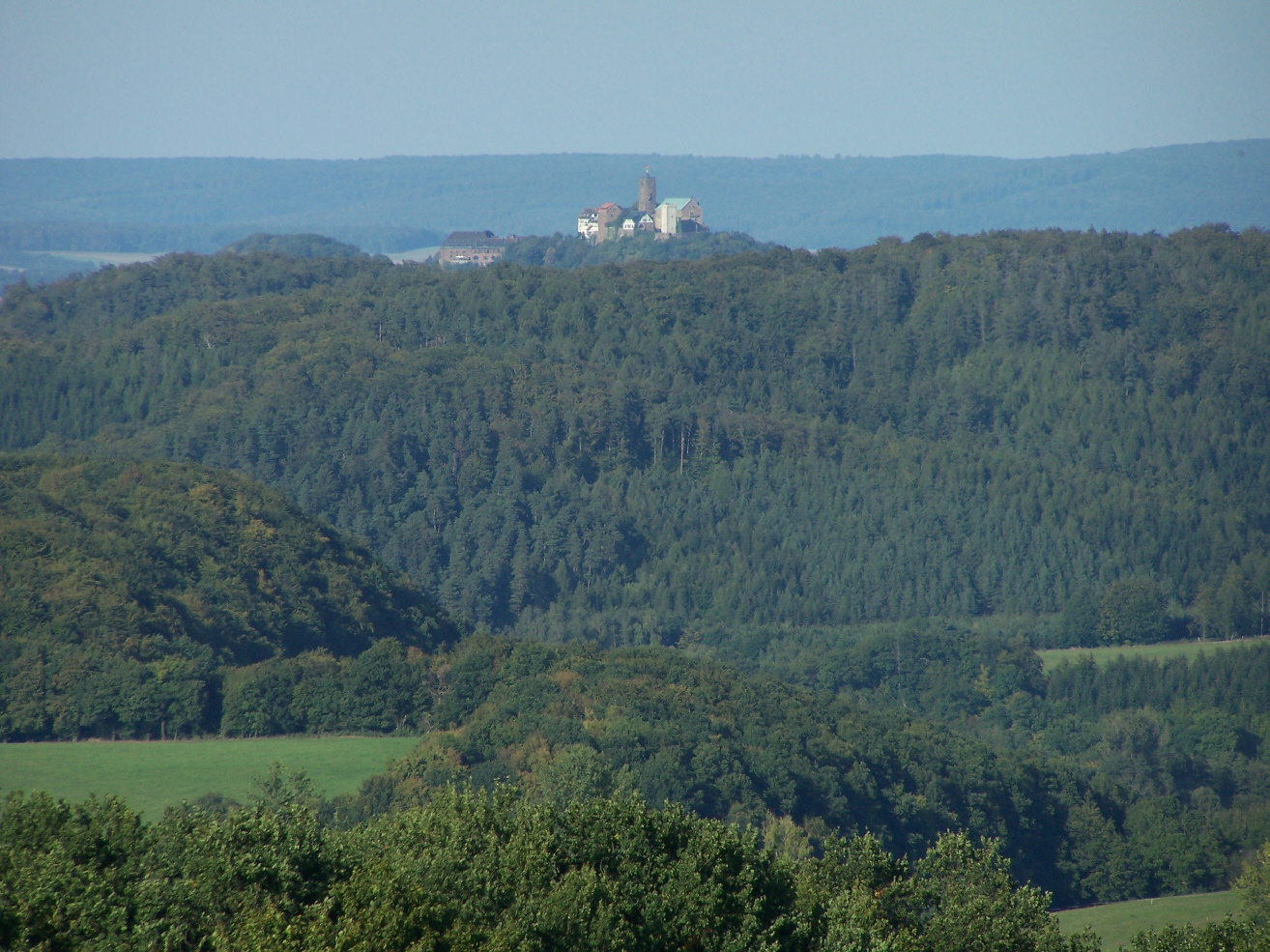
Blick vom Milmesberg Richtung Wartburg